# Nicolas Batum
Nicolas Batum (ur. 14 grudnia 1988 w Lisieux) – francuski koszykarz, grający na pozycji niskiego skrzydłowego, reprezentant Francji, od 2023 zawodnik Philadelphia 76ers. 
Został wybrany w I rundzie Draftu przez zespół Houston Rockets, ale został odstąpiony Portland Trail Blazers w zamian za dwóch innych koszykarzy wybranych przez Blazers w tym Drafcie.
Przed wyjazdem do USA był uważany za jednego z najbardziej utalentowanych młodych koszykarzy w Europie. Nominalnie gra na pozycji niskiego skrzydłowego, ale może również występować jako rzucający obrońca.

## Kariera zawodnicza
Razem z młodzieżową reprezentacją Francji 2 razy zdobywał mistrzostwo Europy - w 2004 do lat 16 i w 2006 do lat 18, a także raz brązowy medal na Mistrzostwach Świata U-19 w 2007. Ponadto przyznano mu tytuł MVP mistrzostw Europy w 2006.
W 2006, grając w narodowej drużynie do lat 18, wygrał turniej im. Alberta Schweitzera, a sam został wybrany MVP tych rozgrywek. W 2007 wystąpił w meczu wschodzących gwiazd - Nike Hoop Summit.
Po rozegraniu trzech meczów w NBA w sezonie 2008/2009 jako rezerwowy, awansował do pierwszej piątki zespołu Portland Trail Blazers.
W czerwcu 2015 roku trafił, w wyniku wymiany do zespołu Charlotte Hornets. 29 listopada 2020 opuścił klub. 1 grudnia dołączył do Los Angeles Clippers. 1 listopada 2023 został wytransferowany do Philadelphia 76ers.

## Osiągnięcia
Stan na 5 listopada 2023, na podstawie, o ile nie zaznaczono inaczej.

### Reprezentacja
Seniorów
- Mistrz Europy (2013)
- Wicemistrz:
  - olimpijski (2020)[12]
  - Europy (2011)
- Brązowy medalista mistrzostw:
  - świata (2014)
  - Europy (2015)
- Uczestnik:
  - mistrzostw:
    - świata (2010 – 13. miejsce, 2014)
    - Europy (2009 – 5. miejsce, 2011, 2013, 2015)

  - igrzysk olimpijskich (2012 – 6. miejsce, 2016 – 6. miejsce)
- Zaliczony do I składu mistrzostw świata (2014)

Młodzieżowe
- Mistrz Europy:
  - U–18 (2006)
  - U–16 (2004)
  - turnieju Alberta Schweitzera (2006)
- Brązowy medalista mistrzostw świata U–19 (2007)
- MVP:
  - mistrzostw Europy U-18 (2006)
  - turnieju Alberta Schweitzera (2006)

### Klubowe
- Mistrz Francji (2006)
- Zdobywca superpucharu Francji (Match des Champions – 2011)
- Uczestnik rozgrywek Euroligi (2006–2008, 2011)

### Indywidualne
- MVP superpucharu Francji (2011)
- 2-krotny laureat nagrody dla wschodzącej gwiazdy ligi francuskiej (French League Rising Star – 2007, 2008)
- Laureat Alain Gilles Trophy (2021)
- Uczestnik meczu gwiazd francuskiej ligi LNB Pro A (2008)